# Цедерстремы
Цедерстрем (швед. Cederström) — дворянский род.

## Происхождение и история рода
Грамотой Шведской королевы Ульрики Элеоноры, от 25 мая / 5 июня 1731 года, статс-секретарь гражданской экспедиции Внутренних Дел Олоф Цедерстрем возведен, с нисходящим его потомством, в баронское достоинство королевства Шведского.
Род потомка его, полковника Олофа Цедерстрем, внесен, 16 / 28 сентября 1818 года, в матрикул Рыцарского Дома Великого Княжества Финляндского, в число родов баронских, под № 12.
- барон Цедерстрем, Густав Олаф (1845—1933) — шведский живописец